# Cecidothyris chrysotherma
Cecidothyris chrysotherma är en fjärilsart som beskrevs av George Francis Hampson 1914. Cecidothyris chrysotherma ingår i släktet Cecidothyris och familjen Thyrididae. Inga underarter finns listade i Catalogue of Life.